# Shkodra Elektronike
Shkodra Elektronike — албанський музичний дует, що грає у жанрі фольктроніка. Дует сформований у 2019 році в місті Шкодер музикантами Коле Лака та Беатріче Джерджі. Представники Албанії на пісенному конкурсі «Євробачення-2025» з піснею «Zjerm».

## Історія
Shkodra Elektronike заснували 2019 року продюсер і клавішник Коле Лака та співачка й авторка пісень Беатріче Джерджі. Члени дуету виросли як іммігранти в Італії, проте повернулись до свого рідного міста Шкодер на півночі Албанії. Коле Лака був учасником кількох міланських гуртів і часто співпрацював із відомими італійськими виконавцями й на самому початку проєкт Shkodra Elektronike складався лише з нього – Лака працював над інструментальним сольним виступом з деякими вокальними семплами, а згодом до нього приєдналася Джерджі. 
До пандемії COVID-19 вони виступали на низці італійських та албанських заходів: відкритті павільйону Албанія/Косово на Венеціанській бієнале 2019 року, відкритті виставки сучасного художника Адріана Пачі в Тирані, Zā Fest IV тощо.
2020 року Shkodra Elektronike здобули популярність в Албанії завдяки випуску успішних синглів, таких як «Ku e Gjeta Vedin» і «Synin si Qershia», який є переробкою старої народної мелодії. Тоді гурт почав виступати на різних міжнародних фестивалях. Вони також написали пісню «E jemja nuse», яку виконала Резарта Смая на Festivali i Këngës 60 та посіла третє місце.
2022 року випустили свій дебютний мініальбом Live @ Uzina, який містить 4 традиційні албанські пісні, переаранжовані в сучасному стилі та до якого увійшов сингл «Turtulleshë».

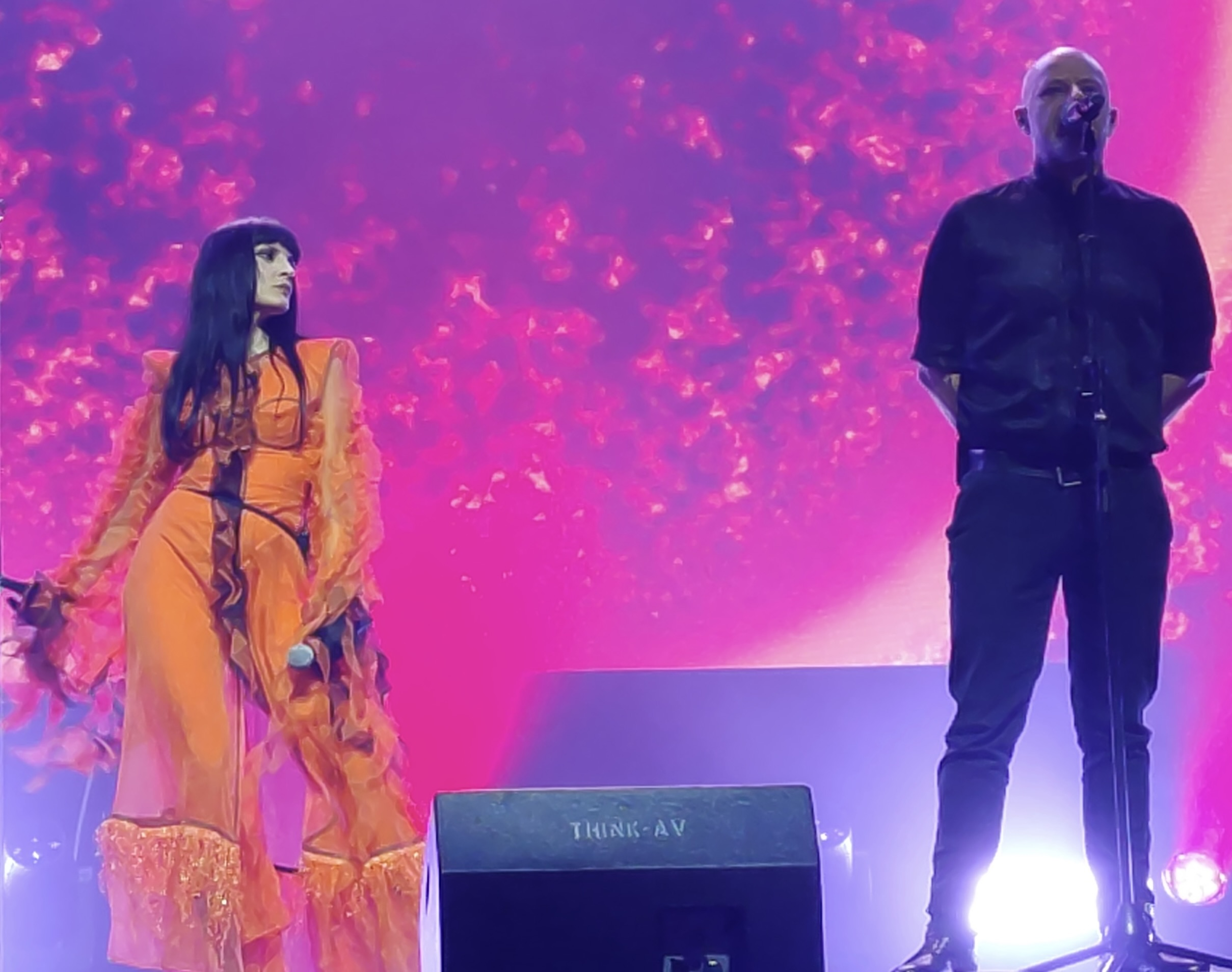
Shkodra Elektronike на передвечірці Євробачення в Амстердамі (2025)

2024 року Shkodra Elektronike взяли участь у Festivali i Këngës 63 з піснею «Zjerm». 21 грудня 2024 року вони кваліфікувалися до фіналу відбору, зрештою виграли фестиваль і здобули право представляти Албанію на Пісенному конкурсі Євробачення 2025.

## Музичний стиль
Творчість Shkodra Elektronike характеризується злиттям таких музичних жанрів, як електронна, поп та народна албанська музика та побудована навколо запам'ятовувальних мелодій, привабливих ритмів і текстів, які часто стосуються таких тем, як кохання чи повсякденне життя. 

## Дискографія

### EP
| Назва        | Деталі                                                                                 |
| ------------ | -------------------------------------------------------------------------------------- |
| Live @ Uzina | - Вийшов: 10 березня 2022 - Лейбл: Alt Orient - Формат: цифрове завантаження, стримінг |

### Сингли
| Назва                                              | Рік  | Альбом/EP            |
| -------------------------------------------------- | ---- | -------------------- |
| «Ku e gjeta vedin»                                 | 2020 | Сингли поза альбомом |
| «Synin si qershia»                                 | 2020 | Сингли поза альбомом |
| «Turtulleshë»                                      | 2022 | Live @ Uzina         |
| «Vaj si kenka ba dynjaja» (разом з Fanfara Tirana) | 2023 | Сингли поза альбомом |
| «Zjerm»                                            | 2024 | Сингли поза альбомом |